# Калабриево
Калабриево — деревня в Калязинском районе Тверской области. Входит в состав Нерльского сельского поселения.
Находится в 25 километрах к югу от города Калязин на правом берегу реки Нерль напротив села Нерль. Рядом идёт автодорога «Нерль—Старобислово».
Население по переписи 2002 года — 86 человек, 39 мужчин, 47 женщин.
В деревне филиал Калязинской фабрики «Красный Октябрь» (производство валяной и фетровой обуви).
Во второй половине XIX — начале XX века имение Калабриево относилось к Расловской волости Калязинского уезда Тверской губернии. Ранее сельцо называлось Калабырево. Существует легенда, что название имение (а затем и деревня) дано в честь итальянского полуострова и области Калабрия («носок итальянского сапога») русским дипломатом Н. Н. Новосильцевым, когда ему прислали план этого имения, и он обратил внимание, что его очертания совпадают с очертаниями Калабрии.
На самом деле Калабыревым владел другой Николай Николаевич Новосильцев, секунд-майор (муж Веры Михайловны Ртищевой), чья дочь Клавдия вышла замуж за Николая Петровича Шубинского. В 1875 году имение перешло по наследству к его внуку - московскому адвокату Н. П. Шубинскому, который в 1877 году стал мужем М. Н. Ермоловой. Великая русская актриса почти каждое лето проводила в Калабриево. Отдыхая, она организовывала народный театр. Спектакли шли в каретном сарае. В них участвовали местные любители драматического искусства. Сама актриса тоже играла роли в спектаклях.
Ранее, в первой половине XVIII в., сельцо Калабырево принадлежало капралу лейб-гвардии Преображенского полка Ивану Максимовичу Болтину, от которого досталось его вдове Клавдии Ивановне, бабушке Николая Николаевича Новосильцева.

## Достопримечательности
Усадьба «Калабриево» — памятник архитектуры 1-й половины XIX века (код памятника: 6900631000), сохранились усадебный дом, парк.